# دهه ۸۹۰ (پیش از میلاد)
دهه ۸۹۰ (پیش از میلاد) ۸۹مین دهه قبل از مبدا شروع تقویم میلادی است.